# Claes Oldenburg
Claes Oldenburg, född 28 januari 1929 i Stockholm, död 18 juli 2022 i New York, var en svensk-amerikansk skulptör.

## Biografi
Claes Oldenburg är son till generalkonsul Gösta Oldenburg, sonson till tryckaren Erik Oldenburg och syssling till Acke Oldenburg.
Oldenburg är främst känd för sina installationer, oftast uppförstorade versioner av vardagsting som en murslev, en hamburgare eller en varmkorv. 
 Ett annat tema är mjuka versioner av vanligtvis hårda föremål, där han tydligt inspirerats av Yayoi Kusamas tidigare verk.
Han kom 1936 som barn till USA och växte upp i Chicago.  Han studerade vid Yale University och Art Institute of Chicago. Han blev amerikansk medborgare 1953.
Ett av hans första stora arbeten var ett gigantiskt läppstift monterat på en bandvagn, ursprungligen utställt på Beinecke Plaza på Yale. Den finns numera på skolgården vid Morse College.
Från 1976 samarbetade han med skulptören Coosje van Bruggen, som han gifte sig med 1977. I Norden är konstnärsparet bland annat representerat på Kistefoss museum i Norge med verket Tumbling Tacks, som består av gigantiska häftstift utslängda i en backe.
I slutet av 1990-talet diskuterades ett projekt i Stockholm med honom och Coosje van Bruggen, Caught and set free (Fångad och släppt fri) på basis av en av Konstakademien inköpt och utställd modell. Motivet till den föreslagna skulpturen är en snedställd basketbollkorg med en orange basketboll på väg ut, snett uppåt. Skulpturen var föreslagen att stå i vattnet strax söder om Skeppsholmen i närheten av Kungliga Konsthögskolan. Projektet möttes av blandade reaktioner och stötte också på finansiella, tekniska och vattenrättsjuridiska problem, och föll. Skulpturen har (2014) inte genomförts i full skala på annan plats heller.
Claes Oldenburg fick 1995 Schockpriset för visuell konst. Oldenburg är representerad vid bland annat Göteborgs konstmuseum.

## Galleri

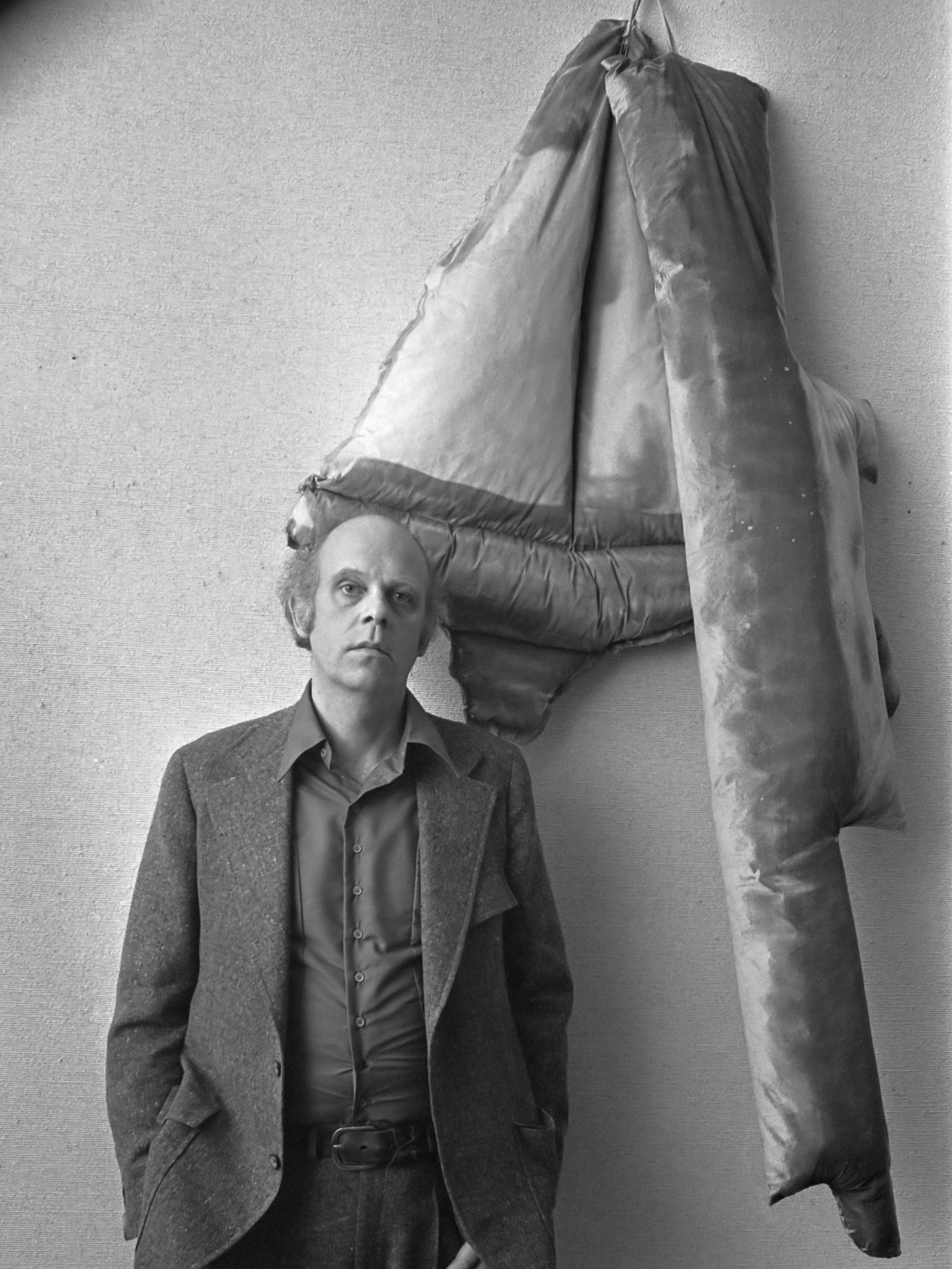
Claes Oldenburg 1970 i Stedelijk Museum Amsterdam
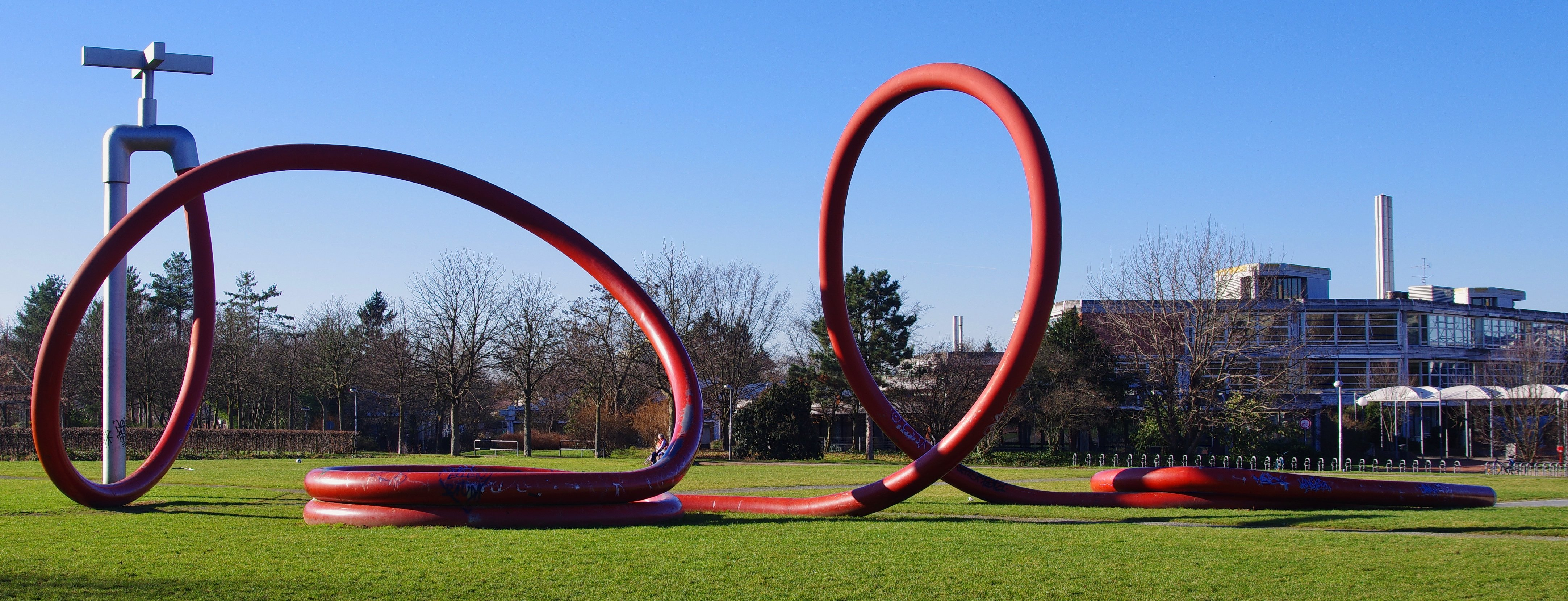
The Garden Hose i Freiburg im Breisgau.
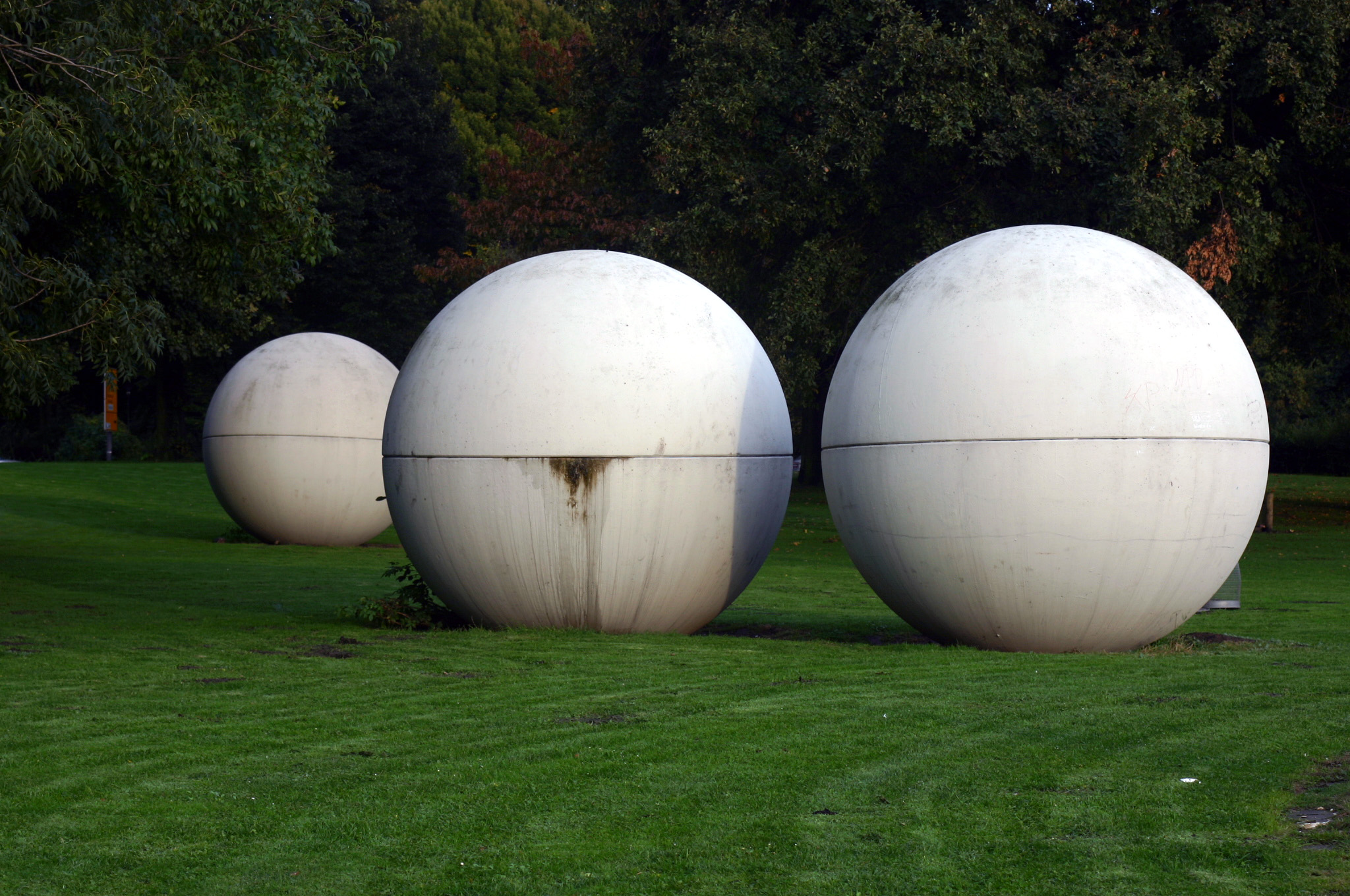
Giant Poolballs i Münster, 1977.
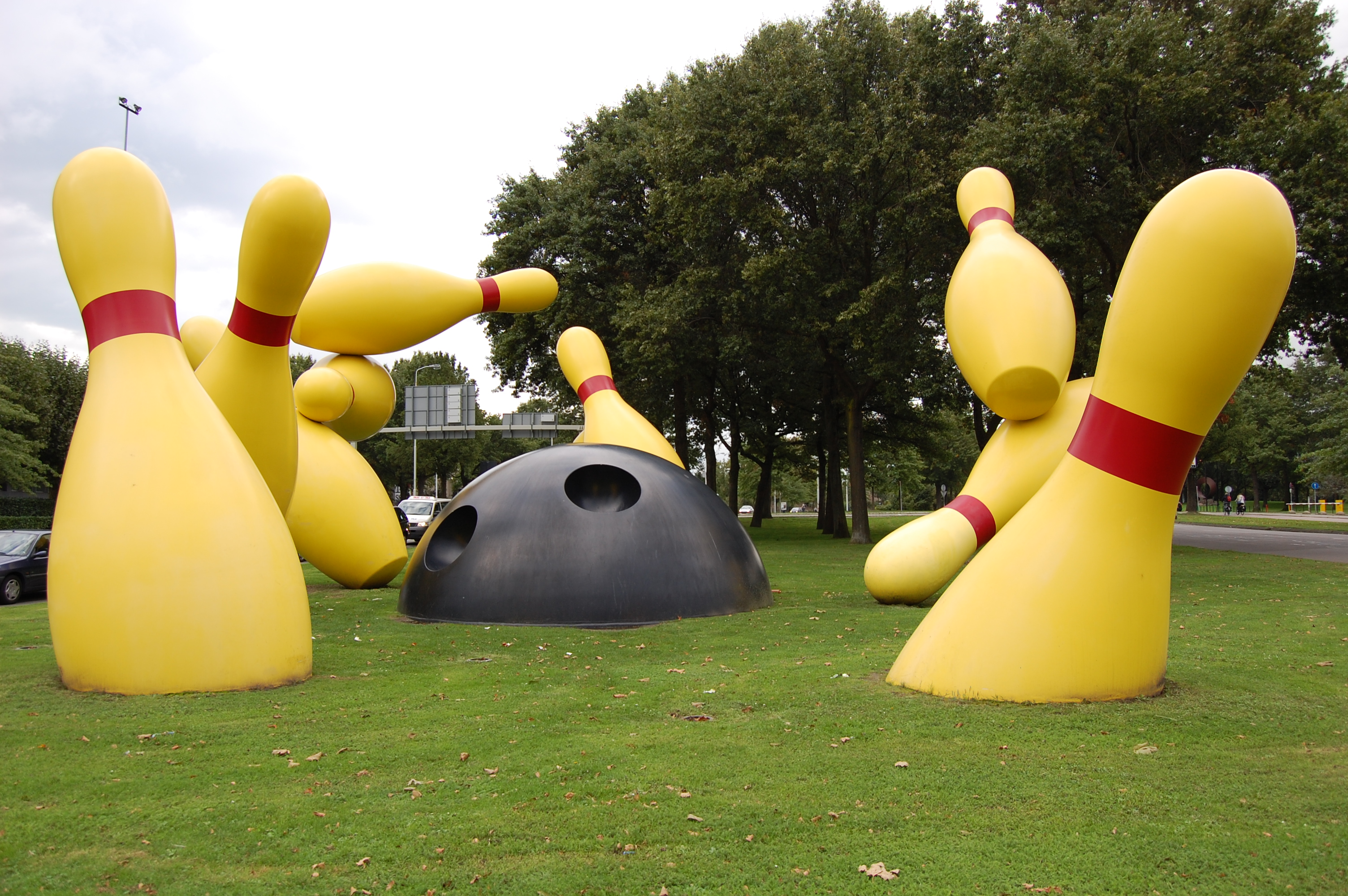
Flying pins i Eindhoven.